# Семюель Пітер
Семюель Окон Пітер (англ. Samuel Okon Peter; *6 вересня, 1980, Аква-Ібом, Нігерія) — американський спортсмен нігерійського походження, професійний боксер. Чемпіон світу з боксу у важкій вазі за версією WBC у 2007 (тимчасовий чемпіон) і 2008 (виключний чемпіон) роках. Входив в десятку найкращих важковаговиків світу за підсумком року за версією BoxRec з 2004 по 2007, найвища позиція — 4 (2006).

## Любительська кар'єра
Семюель Пітер був чемпіоном Нігерії серед любителів, виграв чемпіонат Африки (3 зона). 2000 року він представляв Нігерію на Сіднейській олімпіаді, де програв у чвертьфіналі італійському боксеру Паоло Відоц розділеним рішенням суддів.

## Професійна кар'єра
Дебют Семюеля Пітера на професійному ринзі відбувся 6 лютого 2001 року в місті Алмати, Казахстан, де він нокаутував Георгія Христова у першому раунді.
Дорога до першого значного титулу для Семюеля Пітера не видавалась важкою: він рішуче розправлявся з кожним суперником, що ставав у нього на заваді. Протягом 2001 — 2004 років він здобуває 20 перемог поспіль, з яких лише три визначені рішенням суддів, а решта — нокаутом. 4 грудня 2004 року Пітер здобуває перший значний титул: чемпіона США за версією Північноамериканської федерації боксу (дочірня організація в структурі WBC). В боротьбі за чемпіонський пояс цієї організації Пітер відправляє в нокаут досвідченого ветерана Джеремі Вільямса. Далі слідує низка вдалих захистів титулу, здобуття аналогічного за версією Американської асоціації боксу (дочірня організація в структурі IBF) і вихід на першість світу.
24 вересня 2005 року Семюель Пітер вийшов на бій за вакантний титул чемпіона світу за версією WBO проти українського важковаговика Володимира Кличка. У важкому протистоянні, тричі відправивши Володимира у нокдаун, Пітер поступився українцю за одностайним рішенням суддів.
Повторний захід на титул Пітер зробив через півтора року, попередньо здолавши чемпіона світу в трьох вагових категоріях американця Джеймса Тоні в боротьбі за тимчасову першість. Проти Тоні Семюель Пітер виступав двічі поспіль, оскільки перший бій, виграний Пітером за роздільним рішенням суддів, примусив Міжнародну боксерську асоціацію провести реванш. В другому бою Пітер знову виграв у незручного опонента, цього разу його домінування оцінили всі суді поєдинку.
8 березня 2008 року Сем Пітер став виключним чемпіоном світу у важкій ваговій категорії за версією WBC. Цим титулом нігерійцю поступився росіянин Олег Маскаєв, відправлений Пітером у технічний нокаут в шостому раунді.
Восени 2008 року в кар'єрі Пітера настає спад. Семюель програє здобутий титул старшому брату свого першого кривдника — Віталію Кличку, а в березні 2009 року поступається Едді Чемберсу за рішенням більшості суддів.
Взявши невелику перерву, Семюель Пітер повертається на ринг в своїй минулій формі: у трьох коротких поєдинках він долає нокаутами Маркуса МакҐі, Рональда Беламі, Гейба Брауна, і виходить на відбірковий двобій проти домініканця Наґі Аґілери, якого також перемагає технічним нокаутом. Міжнародна боксерська асоціація визначає Пітера основним претендентом на пояс діючого чемпіона світу Володимира Кличка.
Бій за титул, і, за збігом, матч-реванш, відбувся  11 вересня 2010 року. Бій проходив під повним контролем чемпіона, характеризувався змінним темпом і зловживанням клінчем з боку Пітера. На другій хвилині десятого раунду Кличко відправив нігерійця в нокаут.

## Статистика в боксі
| 38 Перемог (31 нокаутом), 9 Поразок (6 нокаутом, 3 за рішення суддів), 0 Нічиїх. |                        |                             |           |      |                   |                                                      | |
| Результат                                                                        | Противник              | Спосіб                      | Раунд     | Час  | Дата              | Місце                                                | Примітки |
| Поразка                                                                          | Арсланбек Махмудов     | Технічний нокаут            | 1 (з 10)  | 2:23 | 7 грудня 2019     | Белл-центр, Монреаль, Канада                         | |
| Поразка                                                                          | Г'юї Ф'юрі             | Технічний нокаут            | 7 (з 12)  | 2:07 | 12 липня 2019     | King Abdullah Sports City, Джидда, Саудівська Аравія | |
| Перемога                                                                         | Алехандро Гардуно      | Нокаут                      | 1 (з 10)  | 2:32 | 27 квітня 2019    | Cheers Bar & Grill, Тіхуана, Мексика                 | |
| Поразка                                                                          | Маріо Ередіа           | Рішення суддів (розділене)  | 8 (з 8)   | 3:00 | 13 квітня 2019    | Boardwalk Hall, Атлантик-Сіті, Нью-Джерсі, США       | |
| Перемога                                                                         | Херардо Ескобар        | Нокаут                      | 1 (з 10)  | 0:44 | 22 лютого 2019    | Cheers Bar & Grill, Тіхуана, Мексика                 | |
| Перемога                                                                         | Кубрат Пулев           | Відмова від продовження бою | 3 (з 12)  | 3:00 | 3 грудня 2016     | Arena Sofia, Софія, Болгарія                         | Бій за титул інтерконтинентального чемпіона у важкій ваговій категорії за версією WBA. |
| Перемога                                                                         | Хуан Карлос Салас      | Відмова від продовження бою | 3 (з 4)   | 3:00 | 23 жовтня 2016    | As Boxing Arena, Тіхуана, Мексика                    | |
| Перемога                                                                         | Рон Обрі               | Технічний нокаут            | 1 (з 8)   | 2:34 | 27 вересня 2014   | OKC Downtown Airpark, Оклахома-Сіті, Оклахома, США   | |
| Поразка                                                                          | Роберт Геленіус        | Нокаут                      | 9 (з 12)  | 1:50 | 2 квітня 2011     | Галле, Північний Рейн-Вестфалія, Німеччина           | |
| Поразка                                                                          | Володимир Кличко       | Нокаут                      | 10 (з 12) | 1:22 | 11 вересня 2010   | Франкфурт-на-Майні, Гессен, Німеччина                | Бій за титул чемпіона у важкій ваговій категорії за версіями IBF, WBO, IBO. |
| Перемога                                                                         | Наґі Аґілера           | Технічний нокаут            | 2 (з 12)  | 2:24 | 12 березня 2010   | Грейпвайн, Техас, США                                | |
| Перемога                                                                         | Гейб Браун             | Технічний нокаут            | 4 (з 8)   | 2:58 | 19 грудня 2009    | Янгстаун, Огайо, США                                 | |
| Перемога                                                                         | Рональд Беламі         | Технічний нокаут            | 2 (з 8)   | 1:36 | 15 вересня 2009   | Канкун, Кінтана-Роо, Мексика                         | |
| Перемога                                                                         | Маркус МакҐі           | Нокаут                      | 3 (з 8)   | Н/Д  | 25 липня 2009     | Неуво Валларта, Наярит, Мексика                      | |
| Поразка                                                                          | Едді Чемберс           | Рішення (більшості) суддів  | 10 (з 10) | 3:00 | 27 березня 2009   | Лос-Анджелес, Каліфорнія, США                        | |
| Поразка                                                                          | Віталій Кличко         | Відмова від продовження бою | 9 (з 12)  | 3:00 | 11 жовтня 2008    | Берлін, Німеччина                                    | Втратив титул чемпіона світу у важкій ваговій категорії за версією WBC. |
| Перемога                                                                         | Олег Маскаєв           | Технічний нокаут            | 6 (з 12)  | 2:56 | 8 березня 2008    | Канкун, Кінтана-Роо, Мексика                         | Виграв титул чемпіона світу у важкій ваговій категорії за версією WBC. |
| Перемога                                                                         | Джаміл МакКлайн        | Рішення суддів (одностайне) | 12 (з 12) | 3:00 | 6 жовтня 2007     | Канкун, Кінтана-Роо, Мексика                         | Захистив титул тимчасового чемпіона світу у важкій ваговій категорії за версією WBC. Титул тимчасового чемпіона Пітер отримав за рішенням Всесвітньої боксерської ради у зв'язку з неможливістю захистити титул діючим чемпіоном Олегом Маскаєвим. |
| Перемога                                                                         | Джеймс Тоні            | Рішення суддів (одностайне) | 12 (з 12) | 3:00 | 6 січня 2007      | Голлівуд, Флорида, США                               | |
| Перемога                                                                         | Джеймс Тоні            | Рішення суддів (розділене)  | 12 (з 12) | 3:00 | 2 вересня 2006    | Лос-Анджелес, Каліфорнія, США                        | |
| Перемога                                                                         | Джуліус Лонг           | Нокаут                      | 1 (з 12)  | 2:35 | 28 квітня 2006    | Монтвілл, Коннектикут, США                           | |
| Перемога                                                                         | Роберт Хоукінс         | Рішення суддів (одностайне) | 10 (з 10) | 3:00 | 15 грудня 2005    | Голлівуд, Флорида, США                               | |
| Поразка                                                                          | Володимир Кличко       | Рішення суддів (одностайне) | 12 (з 12) | 3:00 | 24 вересня 2005   | Атлантик-Сіті, Нью-Джерсі, США                       | Бій за вакантний титул чемпіона світу у важкій ваговій категорії за версією WBO. |
| Перемога                                                                         | Таурус Сайкс           | Нокаут                      | 2 (з 12)  | 2:07 | 2 липня 2005      | Ріно, Невада, США                                    | |
| Перемога                                                                         | Гілберт Мартінез       | Технічний нокаут            | 3 (з 10)  | 2:05 | 29 квітня 2005    | Лас-Вегас, Невада, США                               | |
| Перемога                                                                         | Янкі Діаз              | Технічний нокаут            | 5 (з 12)  | 0:54 | 22 січня 2005     | Маямі, Флорида, США                                  | |
| Перемога                                                                         | Джеремі Вільямс        | Нокаут                      | 2 (з 12)  | 0:27 | 4 грудня 2004     | Лас-Вегас, Невада, США                               | |
| Перемога                                                                         | Йово Пудар             | Рішення суддів (одностайне) | 10 (з 10) | 3:00 | 5 серпня 2004     | Голлівуд, Флорида, США                               | |
| Перемога                                                                         | Чарльз Шаффорд         | Рішення суддів (одностайне) | 10 (з 10) | 3:00 | 17 травня 2004    | Лас-Вегас, Невада, США                               | |
| Перемога                                                                         | Жозе Аріматеа да Сілва | Технічний нокаут            | 2 (з 8)   | 2:20 | 6 березня 2004    | Машантукет, Коннектикут, США                         | |
| Перемога                                                                         | Кріс Айзек             | Технічний нокаут            | 7 (з 8)   | 0:29 | 22 січня 2004     | Фінікс, Аризона, США                                 | |
| Перемога                                                                         | Джейсон Фарлі          | Технічний нокаут            | 2 (з 10)  | Н/Д  | 27 вересня 2003   | Баффало, Нью-Йорк, США                               | |
| Перемога                                                                         | Франсіску Деніел Сілва | Нокаут                      | 2 (з 8)   | Н/Д  | 30 серпня 2003    | Туніка, Міссісіпі, США                               | |
| Перемога                                                                         | Лайл МакДауелл         | Технічний нокаут            | 4 (з 6)   | 2:12 | 21 червня 2003    | Лос-Анджелес, Каліфорнія, США                        | |
| Перемога                                                                         | Дейл Кроу              | Технічний нокаут            | 4 (з 10)  | 1:08 | 7 березня 2003    | Ріно, Невада, США                                    | |
| Перемога                                                                         | Корнеліус Елліс        | Технічний нокаут            | 2 (з 4)   | 0:32 | 27 липня 2002     | Лас-Вегас, Невада, США                               | |
| Перемога                                                                         | Френсіс Роял           | Технічний нокаут            | 2 (з 6)   | 2:24 | 7 червня 2002     | Скоттсдейл, Аризона, США                             | |
| Перемога                                                                         | Террі Портер           | Нокаут                      | 2 (з 4)   | 1:54 | 7 червня 2002     | Талса, Оклахома, США                                 | |
| Перемога                                                                         | Джуліус Джоінер        | Технічний нокаут            | 1 (з 4)   | Н/Д  | 22 березня 2002   | Фінікс, Аризона, США                                 | |
| Перемога                                                                         | Меріон Уілсон          | Рішення суддів (одностайне) | 4 (з 4)   | 3:00 | 3 березня 2002    | Скрентон, Пенсільванія, США                          | |
| Перемога                                                                         | Кьортіс Тейлор         | Нокаут                      | 1 (з 4)   | Н/Д  | 10 листопада 2001 | Бушкілл, Пенсільванія, США                           | |
| Перемога                                                                         | Гайлс Нокс             | Технічний нокаут            | 1 (з 4)   | 1:58 | 28 вересня 2001   | Лас-Вегас, Невада, США                               | |
| Перемога                                                                         | Фредерік Гатіка        | Технічний нокаут            | 1 (з 4)   | Н/Д  | 25 серпня 2001    | Лафлін, Невада, США                                  | |
| Перемога                                                                         | Шеннон Хед             | Технічний нокаут            | 1 (з 4)   | 1:30 | 28 липня 2001     | Форт-Маєрс, Флорида, США                             | |
| Перемога                                                                         | Джордж Чемберлен       | Технічний нокаут            | 1 (з 4)   | Н/Д  | 25 травня 2001    | Аріка, Аріка-і-Парінакота, Чилі                      | |
| Перемога                                                                         | Джеймс Лестер          | Технічний нокаут            | 3 (з 4)   | Н/Д  | 10 травня 2001    | Фінікс, Аризона, США                                 | |
| Перемога                                                                         | Георгій Христов        | Нокаут                      | 1 (з 4)   | 1:30 | 6 лютого 2001     | Алмати, Казахстан                                    | |